# アニメーション・アカデミー
アニメーション・アカデミー（Animation Academy）、ディズニードローイングクラス（Disney Drawing Class）、マーベル・コミック・アカデミー（Marvel Comic Academy）は、ディズニーパークにあるアトラクション。

## このアトラクションが存在するパーク
- ディズニー・カリフォルニア・アドベンチャー（ディズニーランド・リゾート）
- ウォルト・ディズニー・スタジオ・パーク（ディズニーランド・パリ）
- 香港ディズニーランド（香港ディズニーランド・リゾート）
- 上海ディズニーランド（上海ディズニーリゾート）

過去に存在していたパーク
- ディズニー・ハリウッド・スタジオ（ウォルト・ディズニー・ワールド・リゾート）
- 東京ディズニーランド（東京ディズニーリゾート）

## 概要
ディズニー作品のキャラクターを描くことができるアトラクション、体験プログラム。教室のような部屋で、書画カメラとスクリーンが置かれ、そこに映し出されるキャストの見本に従って手元の紙に描いていく。消しゴムは一切使わず、真っ白な紙と鉛筆のみを使用する。東京版を除き、無料で体験することができる。

## 各施設紹介

### 東京ディズニーランド
東京ディズニーランド(TDL)のワールドバザール内「ディズニーギャラリー」の最奥の部屋で行われていた。もともとこの部屋は「ディズニーギャラリー」の他の部屋と同じような展示室だったが、このクラスが開講されるのに伴い教室にリニューアルした。

スタンダードコースは510円（1名）、アドバンスコースは1,030円（1名）で、当日予約のみ可能。前払いとなっており、予約をする際に「ディズニーギャラリー」1階にあるカウンターで受付をする。定員となり次第受付を終了するが、空いているときなどはおおよそ開始時間の15分～30分前で受付を締め切る。まれに開始時間ぎりぎりまで受付をしている場合もある。

完成した絵は専用の手提げ袋に入れてもらえ、持ち帰ることができる。

2016年2月19日にビビディ・バビディ・ブティックが2017年春に作られることが発表となり、「ディズニーギャラリー」および「ディズニードローイングクラス」が2016年秋にクローズすることが決まった。その後2016年9月30日をもってクローズとなった。

#### 沿革
キャラクターの名称をとり、"○○クラス"としているが、正式名称ではない。
- 2005年5月??日　「ディズニードローイングクラス」オープン。ミッキーマウスクラス開講。
- 2005年??月??日　マリークラス開講。
- 2005年11月7日 - 12月25日　期間限定でサンタクロースミッキークラス開講。
- 2006年4月15日 - 7月13日　期間限定でスティッチクラス開講。
- 2006年7月14日　スティッチクラスがレギュラー化。(2007年1月17日 - 3月23日は開講していない。)
- 2006年9月12日 - 10月31日　期間限定でミニーマウスクラス開講。
- 2006年11月7日 - 12月25日　期間限定でサンタクロースミッキークラス開講。
- 2007年1月17日 - 3月23日　期間限定でティンカーベルクラス開講。
- 2014年7月1日 - ラプンツェル（アドバンスコース）開講。
- 2015年1月15日 - 2015年3月20日 期間限定でオラフクラス開講。
- 2015年9月8日 - 11月1日 マレフィセント[2]
- 2015年11月9日 - 12月25日 サンタクロースの帽子をかぶったミッキーマウス[3]
- 2016年1月12日 - 2016年3月18日 期間限定でオラフクラス開講。